# 磯辺揚げ

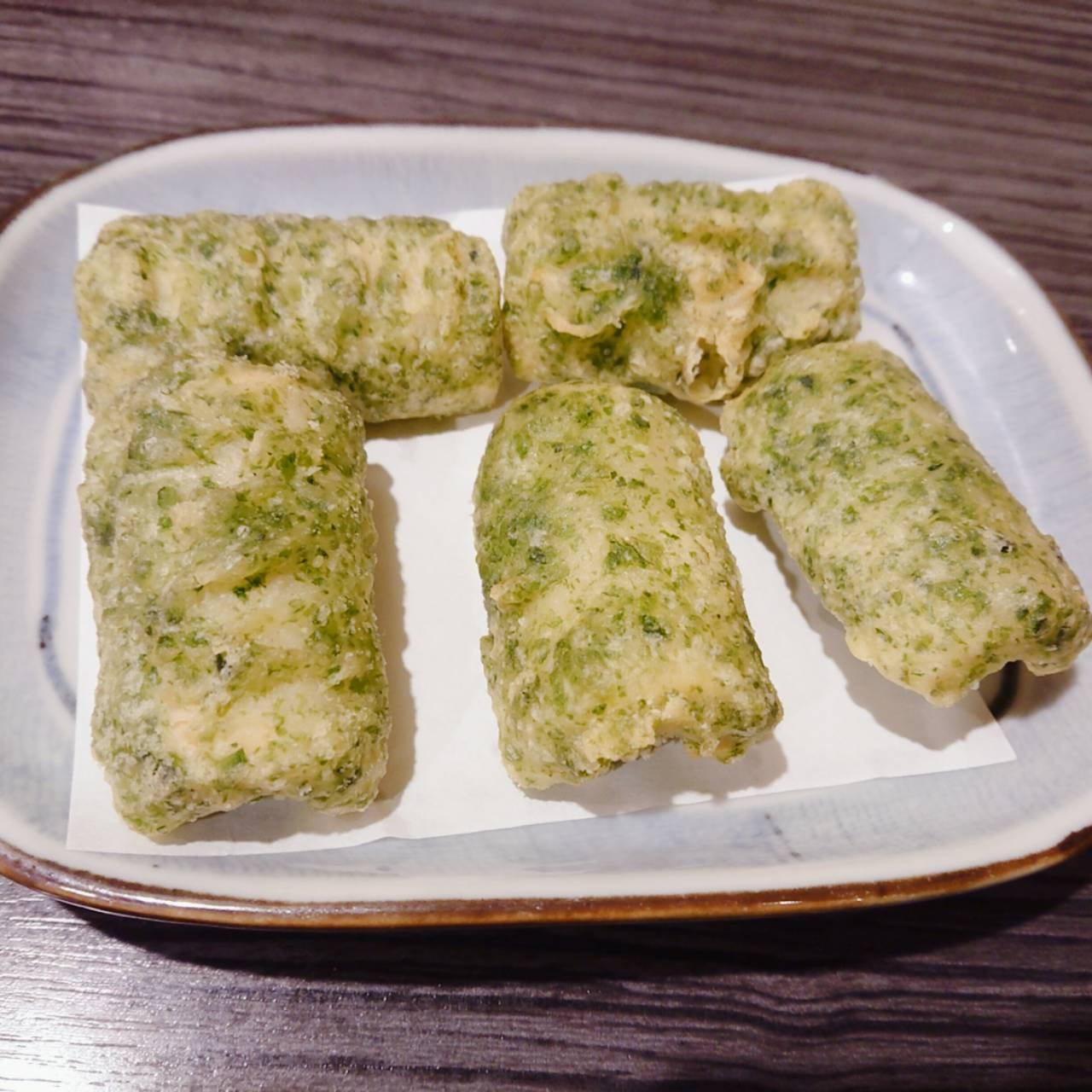
竹輪の磯辺揚げ

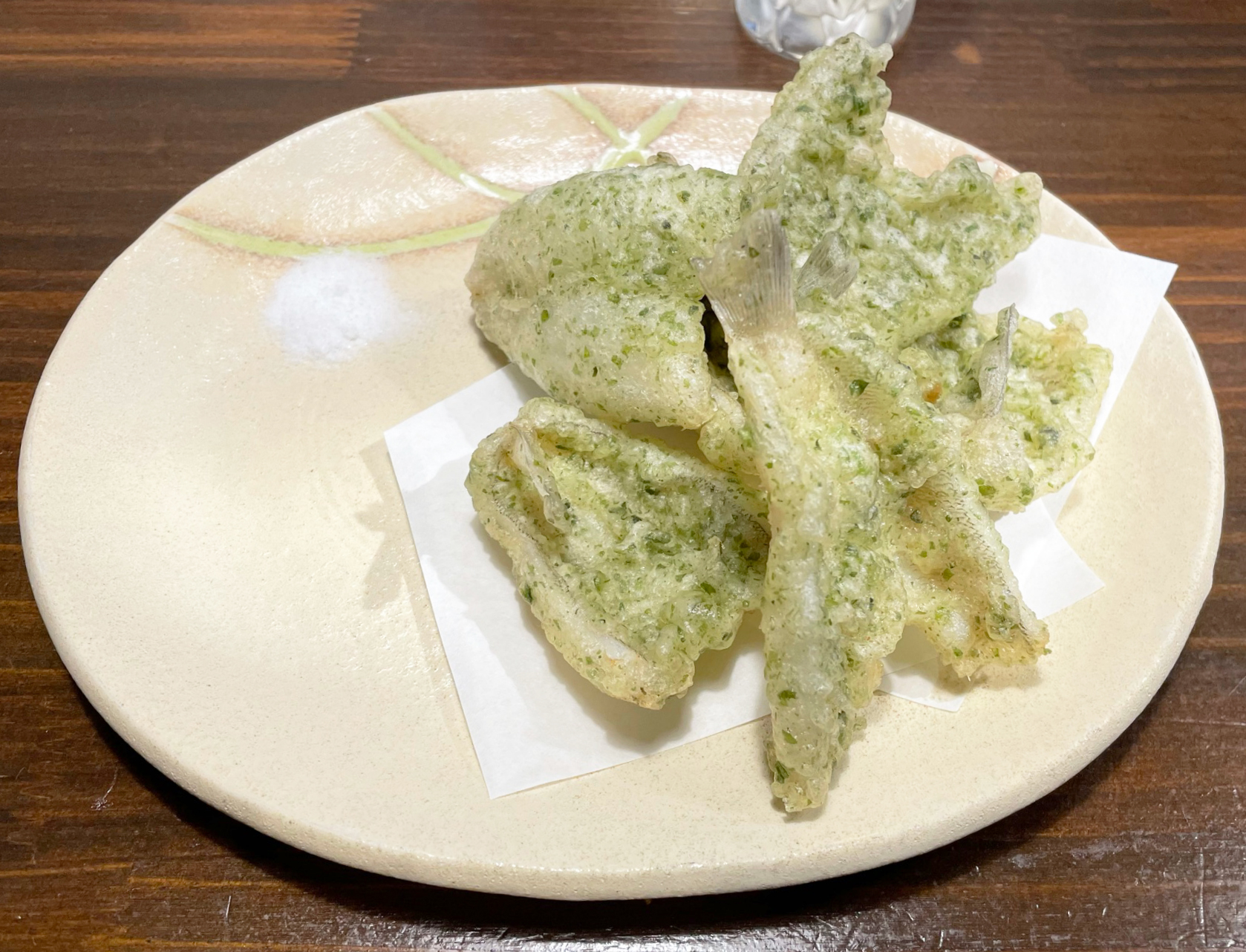
鱚の磯辺揚げ（福井県敦賀市）

磯辺揚げ（いそべあげ）は、海苔を衣に使った揚げ物である。磯揚げ（いそあげ）ともいう。天ぷらの一種。海苔が磯で採れることからこのように呼ばれる。

## 概要
海苔を使った天ぷらで、竹輪の磯辺揚げが著名である。このほかにカキ、小柱、小アジなどの練り物にも使われる。

## 作り方
具材に小麦粉、卵白、もみ海苔の順でつけ、油で揚げる。具材に海苔を巻いて素揚げする方法もある。